# Nadezhda Udaltsova
Nadezhda Andréyevna Udaltsova (en ruso: Наде́жда Андре́евна Удальцо́ва; Oriol, 29 de diciembre de 1885-Moscú, 25 de enero de 1961) fue una artista de vanguardia rusa (cubista, suprematista), pintora y maestra.

## Infancia y educación
Nadezhda Udaltsova nació en el pueblo de Oriol, Rusia, el 29 de diciembre de 1885. Cuando tenía seis años, su familia se mudó a Moscú, donde se graduó de la escuela secundaria y comenzó su carrera artística.. En septiembre de 1905, Udaltsova se matriculó en la escuela de arte dirigida por Konstantin Yuon e Ivan Dudin, donde estudió durante dos años y conoció a sus compañeros Vera Mújina, Liubov Popova y Aleksander Vesnin. En la primavera de 1908 viajó a Berlín y Dresde y, a su regreso a Rusia, solicitó sin éxito la admisión la Escuela de Pintura, Escultura y Arquitectura de Moscú. En 1910–1911, Udaltsova estudió en varios estudios privados, entre ellos el de Vladimir Tatlin. En 1912–1913, ella y Popova viajaron a París para continuar sus estudios bajo la tutela de Henri Le Fauconnier, Jean Metzinger y André Segonzac en la Académie de La Palette. Udaltsova regresó a Moscú en 1913 y trabajó en el estudio de Vladimir Tatlin junto con Popova, Vesnin y otros.

## Cubismo y cubofuturismo

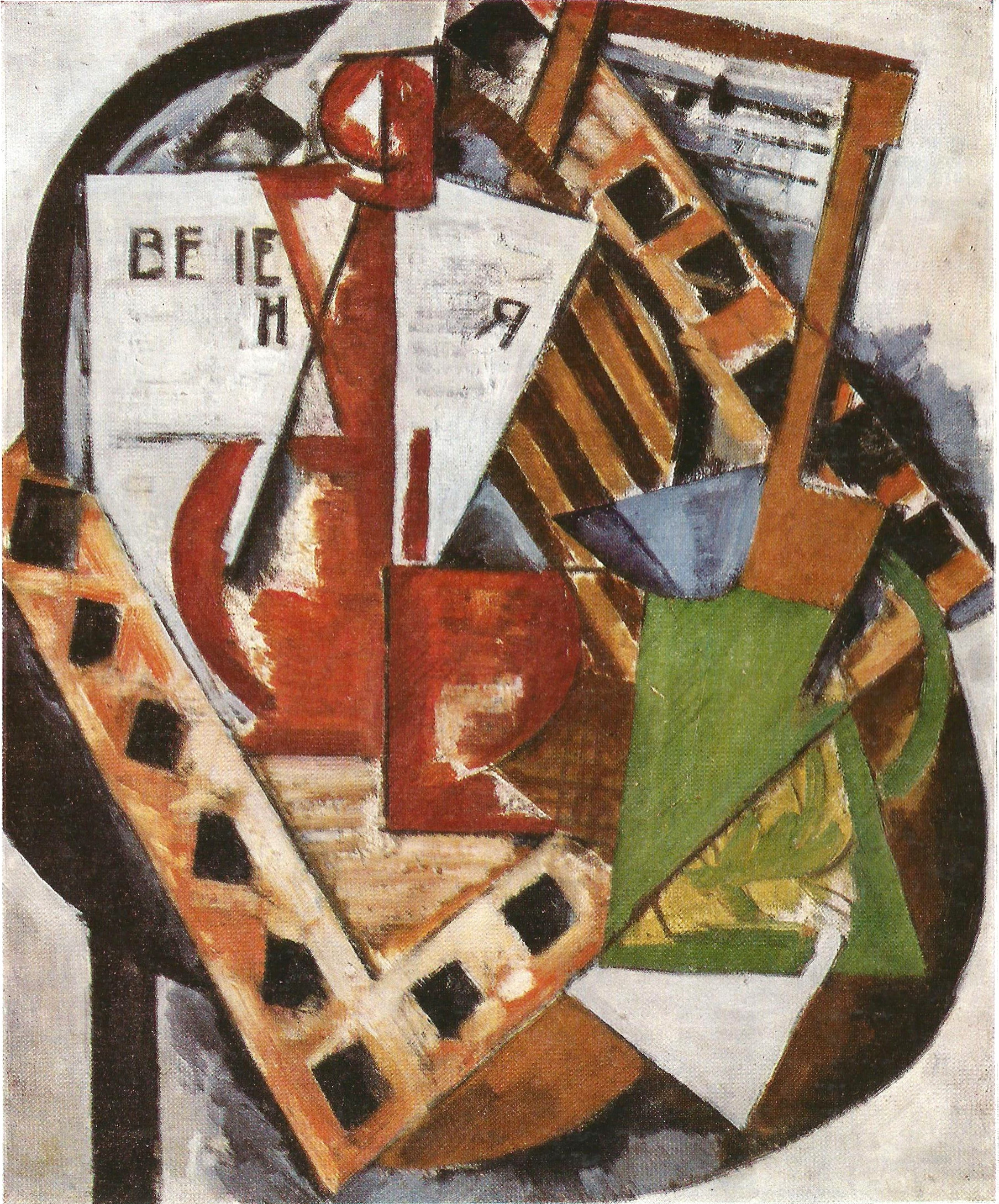
Composición cubista (1915)

El debut profesional de Udaltsova fue como participante en una exposición de Sota de Diamantes en Moscú en el invierno de 1914. Pero fue en 1915 cuando realmente se hizo un nombre como artista cubista, participando en tres exposiciones importantes en ese mismo año, entre ellas, "Tramway V" (febrero), "Exposición de tendencias izquierdistas" (abril) y "The Last Futurist Exposición: 0.10 "(diciembre). Posteriormente, sus pinturas fueron coleccionadas y expuestas en la década de 1920 por la Galería Tretiakov, el Museo Estatal Ruso y otros lugares como ejemplos del cubofuturismo.

## Suprematismo
Bajo la influencia de Tatlin, Udaltsova experimentó con el constructivismo, pero finalmente adoptó el enfoque más pictórico del movimiento suprematista. En 1916, participó con otros artistas suprematistas en una exposición de Sota de Diamantes, y durante ese mismo período se unió al grupo Supremus de Kazimir Malevich. En 1915-1916, junto con otros artistas suprematistas (Kazimir Malevich, Aleksandra Ekster, Liubov Popova, Nina Genke, Olga Rozanova, Ivan Kliun, Ivan Puni, Kseniya Boguslavskaya y otros) trabajaron en el Centro Folclórico del pueblo de Verbovka.

## Revolución

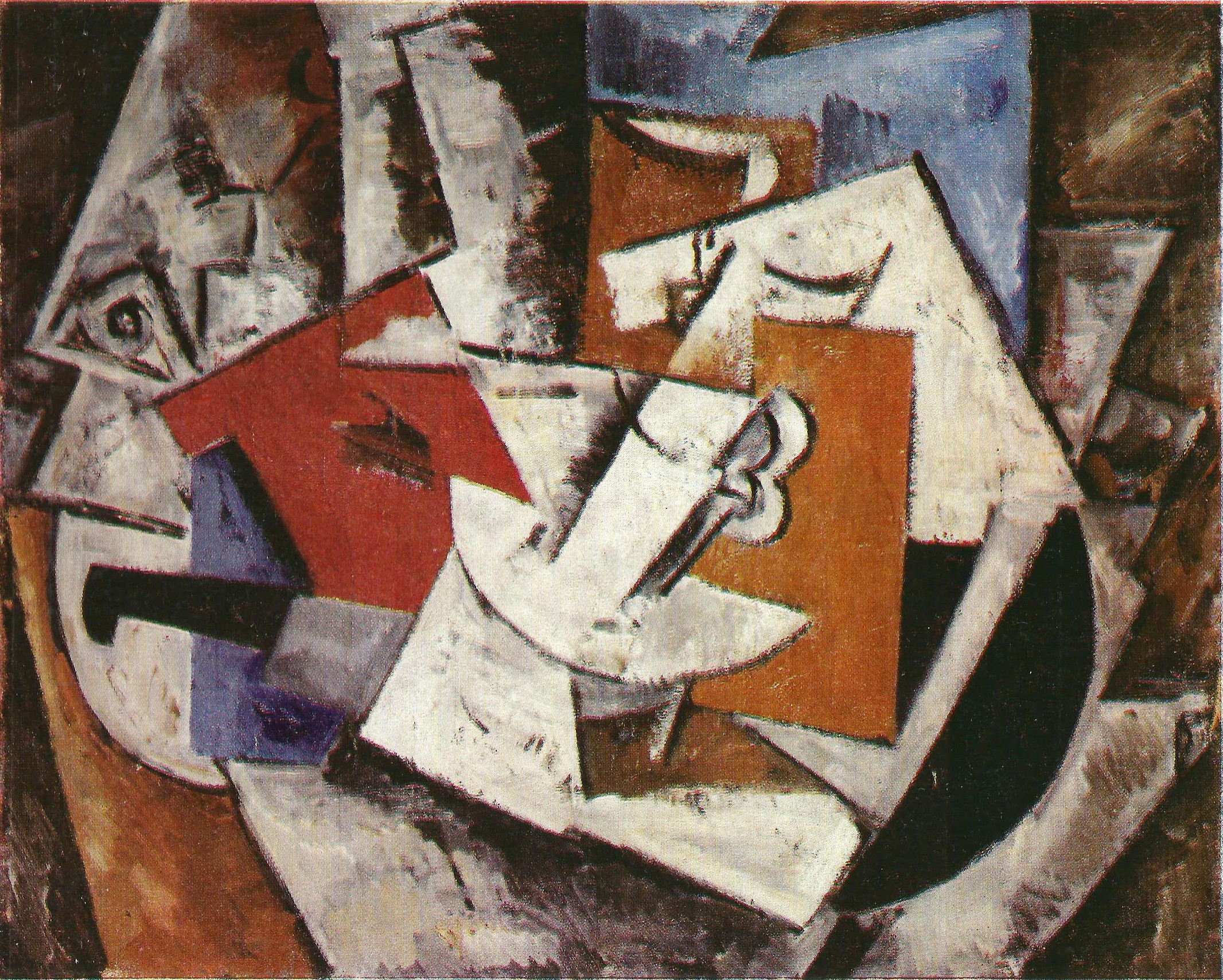
Kitchen (1915)

Como muchos de sus contemporáneos vanguardistas, Udaltsova abrazó la Revolución de Octubre. En 1917 fue elegida miembro del Club de la Federación de Jóvenes de Izquierda de la Unión Profesional de Artistas y Pintores y comenzó a trabajar en varias instituciones culturales estatales, incluida el Proletkult de Moscú. En 1918, se unió a los Estudios del Estado Libre, trabajando primero como asistente de Malevich y luego dirigiendo su propio estudio. También colaboró con Aleksei Gan, Aleksei Morgunov, Aleksandr Rodchenko y Malevich en un periódico titulado Anarkhiia (Anarquía). En 1919, Udaltsova contribuyó con once obras de la época que trabajaba en el estudio de Tatlin hasta la "Quinta Exposición Estatal". También se casó con su segundo marido, el pintor Alexander Drevin . Cuando se estableció Vjutemás, la escuela estatal rusa de arte y técnica, en 1920, fue nombrada profesora y conferencista principal y permaneció en el personal hasta 1934. En 1920 también se convirtió en miembro del Instituto de Cultura Artística (InKhuK) y participó activamente en las discusiones sobre el destino del arte de caballete. Sin embargo, cuando el Instituto respaldó el constructivismo y declaró el fin de la pintura de caballete, renunció a su membresía como protesta en 1921.

## Fauvismo y vuelta a lo figurativo
A principios de la década de 1920, la obra de Udaltsova comenzó a mostrar un alejamiento de la vanguardia radical y una sensibilidad más afín con los artistas asociados a la Sota de Diamantes, entre ellos Iliá Mashkov, Petr Konchalovsky y Aristarj Lentúlov, con los que expuso sus retratos y paisajes fauvistas en la "Exposición de Pinturas" de Vjutemás de 1923 y también en la Bienal de Venecia de 1924. También continuó enseñando, incluida la instrucción en diseño textil en Vjutemás y en el Instituto Textil en Moscú desde 1920 hasta 1930.
Bajo la influencia de Drevin, Udaltsova regresó a la naturaleza y comenzó a pintar paisajes. Entre 1926 y 1934 viajaron extensamente, pintando los montes Urales y el Altai, así como paisajes en Armenia y Asia Central. De 1927 a 1935, participó en exposiciones nacionales e internacionales y en exposiciones conjuntas con Drevin en el Museo Estatal Ruso (1928) y en Ereván, Armenia (1934).

## Represión y rehabilitación
En 1932 y 1933, las contribuciones de Udaltsova a la exposición de "Artistas de la RSFSR de los últimos quince años" fueron criticadas públicamente por las llamadas "tendencias formalistas". En 1938, Alexander Drevin fue arrestado y ejecutado por la NKVD, y Udaltsova se convirtió en una persona non grata en el mundo del arte soviético. Se le permitió una exposición individual en la Unión de Artistas Soviéticos de Moscú en 1945 y, después de la muerte de Stalin, contribuyó a una exposición colectiva en la Casa del Artista de Moscú en octubre de 1958.
Udaltsova murió en 1961 en Moscú.

## Influencia
El cráter Udaltsova en Venus lleva su nombre. Su hijo fue el destacado escultor ruso Andrei Drevin (1921-1996).